# What I've Been Looking For
"What I've Been Looking For" é uma canção do filme original da Disney Channel High School Musical, presente também na trilha sonora do mesmo. A música foi escrita e produzida por Andy Dodd e Adam Watts. Ashley Tisdale e Lucas Grabeel  a interpretam em um ritmo rápido. Uma versão regravada da faixa, intitulada "What I've Been Looking For (Reprise)" também foi gravada, mas em um ritmo lento. É creditado como se fosse interpretado por Zac Efron e Vanessa Hudgens, embora vocais Efron foram misturados com os de Drew Seeley.
"What I've Been Looking For" recebeu críticas positivas de críticos de música, sendo comparados a performances musicais da Broadway. Atingiu o número 35 na parada da Billboard Hot 100 e na 34ª posição na Billboard Pop 100. Enquanto isso, a versão de regravada atingiu o número 66 e o número 53, respectivamente, nos mesmos gráficos. A versão em espanhol da trilha sonora incluía uma versão cover do grupo synthpop mexicano Belanova, intitulado "Eres Tú", e o grupo brasileiro Ludov a regravou para a versão brasileira da trilha sonora, intitulada "O Que Eu Procurava".

## Composição
"What I've Been Looking For" foi escrito e produzido por Andy Dodd e Adam Watts. De acordo com o encarte, a faixa foi composta utilizando tempo comum na clave de Lá maior, com um ritmo de 142 batimentos por minuto. É uma canção teen pop construída na progressão de acordes A–D–A/C♯–Bm7–E, e foi escrita na forma comum de verso e refrão. Ashley Tisdale e Lucas Grabeel, agindo como os irmãos Sharpaye Ryan Evans, interpretam a música no filme original do Disney Channel High School Musical (2006). Os vocais de Grabeel vão de Lá até a nota Fá.
Uma versão de regravada de "What I Been Looking For" também foi composta e creditada como se fosse interpretado por Zac Efron e Vanessa Hudgens, atuando como Troy Bolton e Gabriella Montez. Mais tarde, foi revelado que a voz de Efron foi misturada com a de Drew Seeley.

## Promoção

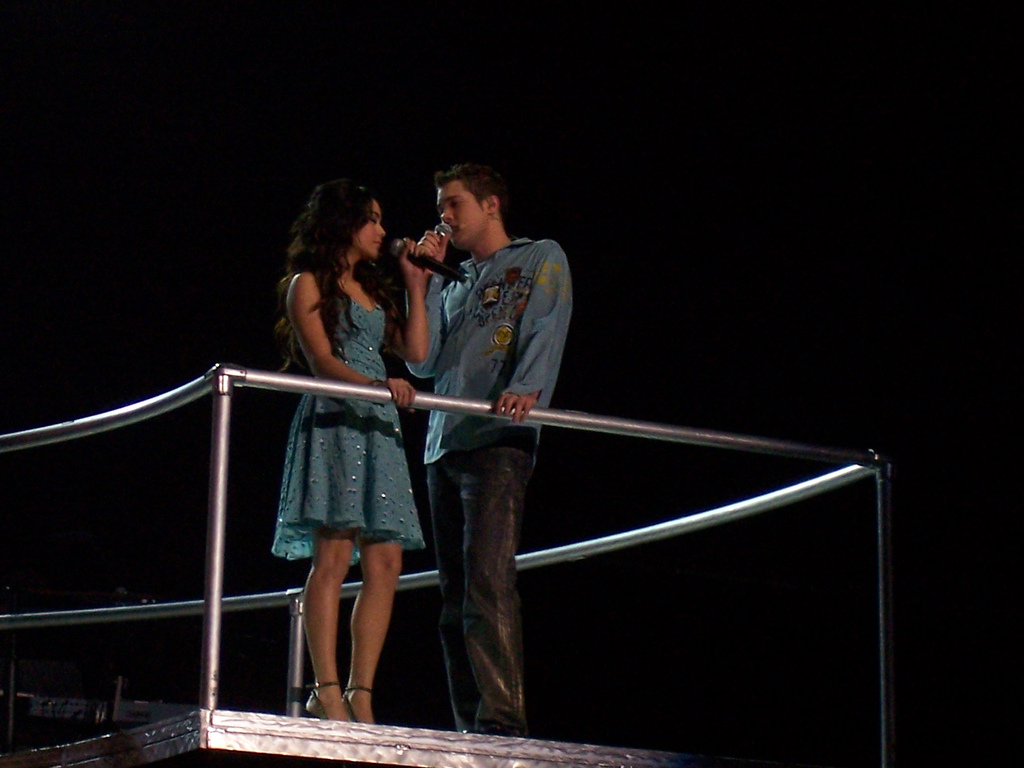
Hudgens e Seeley cantando "What I've Been Looking For (Regravação)" durante um show do High School Musical: The Concert

Em High School Musical, "What I've Been Looking For" foi composto por Kelsi Nielsen (interpretado por Olesya Rulin). Sharpay e Ryan Evans cantam uma versão uptempo da canção como sua música de audição para um papel no próximo musical de inverno do East High, Twinkle Towne. Durante a audição, os Evans dançam e cantam no palco. Mais tarde, Gabriella Montez tenta fazer um teste, mas Darbus (Alyson Reed) diz a Gabriella que ela não tem um co-vocalista, então Troy Bolton se oferece. Então, a Sra. Darbus explica que é tarde demais para fazer uma audição. Quando Kelsi sai, ela deixa suas folhas de música para que Troy e Gabrielle a ajudem. Kelsi, em seguida, pedir-lhes para cantar sua música, em que Kelsi toca no piano. Darbus escuta, e, em seguida, oferece-lhes uma "outra audição".
"What I've Been Looking For" e sua versão de reprise foram incluídas no repertório para o show do elenco ao vivo High School Musical, intitulado High School Musical: The Concert, e ambas as versões foram incluídas em seu álbum ao vivo (2007). Seeley substituiu o personagem de Efron durante os shows. "What I've Been Looking For" também foi incluído no jogo de videogame High School Musical: Sing It! (2007).
Em 2006, a música foi regravada pela banda de synthpop mexicana Belanova para a versão em espanhol do High School Musical, intitulada "Eres Tú". O grupo brasileiro Ludov também regravaou a música, sua versão foi intitulada "O Que Eu Procurava". Durante as filmagens dos comerciais do DVD High School Musical: Encore Edition, as alunas Samantha Sostak e sua irmã da oitava série da Escola Secundária Exeter Township, cantaram a música com o membro do elenco Corbin Bleu.

## Recepção crítica
"What I've Been Looking For" recebeu críticas positivas de críticos de música. Heather Phares escreveu para AllMusic que a música "flerta com sátira" no seu uso no filme porque "[Sharpay e Ryan são] ameaçados por estes novatos de outras panelinhas invadindo seu território", em referência ao desempenho de Troy e Gabriella. Phares considerou sua interpretação "tão brilhante" e os vocais de Tisdale e Grabeel "tão implacavelmente alegres, soa como uma paródia de uma música de programa". Um escritor de Talkin 'Broadway ecoou essa visão, descrevendo a canção como "uma paródia inteligente dos estilos da Broadway". Chris Willman, da Entertainment Weekly, comparou a música com High School Musical 2. Ele escreveu "tanto um dueto sério de Troy/Gabriella quanto um insincero (mas mais divertido) showstopper para a autocomprometida Sharpay". Um revisor do Common Sense Media destacou a faixa. Comentando a regravação, DVD Verdict disse que "é um pouco mole". Christian Broadcasting Network ofereceu uma análise espiritual da canção: "[é] uma grande oportunidade para ver quem é Deus e Seu caráter, incluindo o fato de que Ele está sempre conosco".

## Desempenho comercial

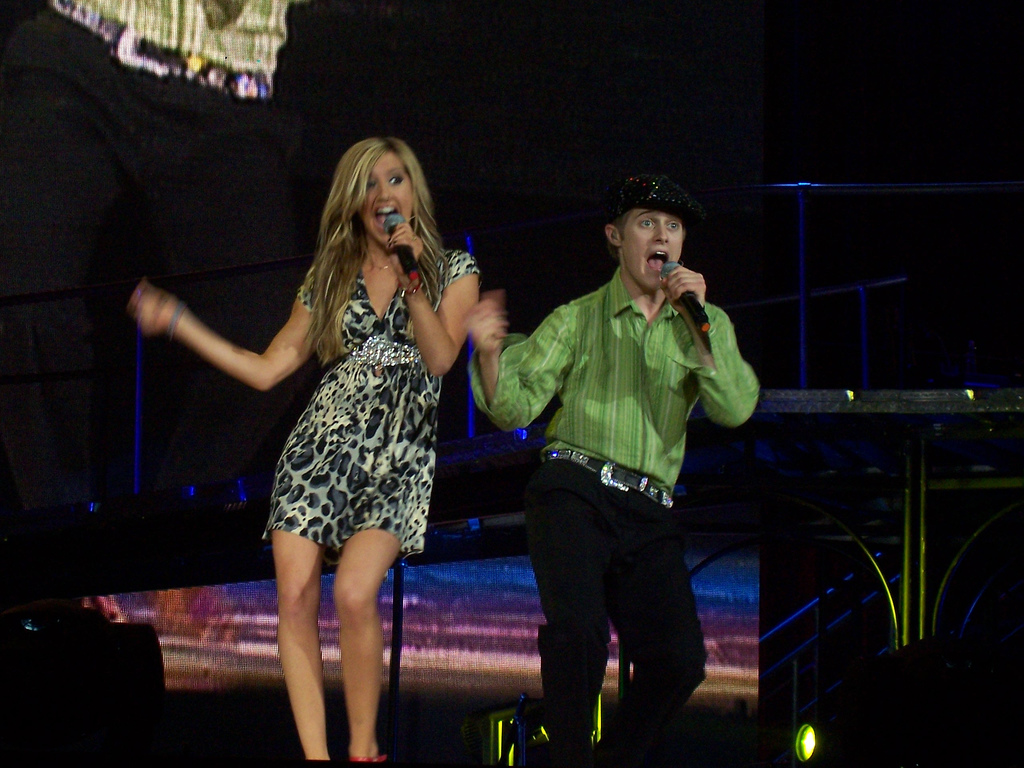
Tisdale e Grabeel performando a música ao vivo

Nos Estados Unidos, "What I've Been Looking For" chegou ao número 35 na Billboard Hot 100 e 34 na parada Pop 100 . A canção acabou sendo certificada como ouro pela Recording Industry Association of America. A versão regravada apareceu nos mesmos gráficos, alcançando os números 66 e 53, respectivamente. No Reino Unido, "What I Been Looking For" estreou e chegou ao número 155 no UK Singles Chart.

## Desempenho nas tabelas musicais

### Paradas semanais
| Chart (2006)                          | Maior posição |
| ------------------------------------- | ------------- |
| Estados Unidos (Billboard Hot 100)    | 35            |
| Estados Unidos (Billboard Pop 100)    | 34            |
| Chart (2007)                          | Maior posição |
| Reino Unido (Official Charts Company) | 155           |
| Chart (2006) (Reprise version)        | Maior posição |
| Estados Unidos (Billboard Hot 100)    | 66            |
| Estados Unidos (Billboard Pop 100)    | 53            |

## Vendas e certificações
| Região                                         | Certificação | Vendas   |
| ---------------------------------------------- | ------------ | -------- |
| Estados Unidos (RIAA)                          | Ouro         | 500,000^ |
| ^distribuições baseadas apenas na certificação |              |          |